# L'últim dia a la Terra
L'últim dia a la Terra (títol original en francès, Le Dernier Voyage) és una pel·lícula de ciència-ficció dirigida per Romain Quirot, que es va projectar al Festival de Cinema Francòfon d'Angulema el setembre de 2020 i es va estrenar al Festival de Cinema de Sitges on també va tenir lloc la seva estrena internacional. És la seqüela del curtmetratge de Quirot Le dernier voyage de l'énigmatique Paul WR. S'ha doblat al català.